# البطولات الفرنسية 1905 (كرة مضرب)
في دورة رولان غاروس الدولية عام 1905 فاز في بطولة فردي الرجال اللاعب ( الفرنسي) ماورايس جيرموت (Maurice Germot).